# Блендовска пустиня
Блендовската пустиня (на полски: Pustynia Błędowska) е пясъчна област между Блендов (част от Домброва Гурнича в Горносилезката метрополия) и селата Хехло и Ключе в Полша.
Областта е разположена основно в Силезските възвишения Малополското войводство. Блендовските пясъци са най-голямото струпване на свободен пясък далеч от морето в Централна Европа. Те са се отлагали от топенето на ледник преди хиляди години. Заемат площ от 32 km2. Средната дълбочина на пустинята е 40 m, а максималната е 70 m. Пустинята се разполовява от река Бяла Пшемша от изток на запад.
Белндовската пустиня не е създадена по естествен път, а по-скоро е резултат от човешка дейност, която е снижила нивото на подпочвените води до такава степен, че земята вече не може да поддържа растителен живот. Още от Средновековието горските територии са агресивно изчиствани, за да се отговоря на нуждите на местните минни и металообработващи дейности. Тази сеч оголва около 150 km2 пясък, който някога е стигал чак до Явожно на юг.
През вековете след появяването си, голяма част от Блендовската пустиня е обрасла. През 2013 и 2014 г. усилията за опазване са възстановили някои от пустинните пясъци.

## Използване
През 20 век пустинята се използва като военен полигон. В Междувоенния период тя се използва от пехотата и артилерията на Краковската армия. През Втората световна война немският Африкански корпус използва областта за обучение на войници и тестване на оборудване преди да бъде изпратен в Северна Африка. Немците също разполагат тук летището на Луфтвафе Удетфелд. През 1950-те години има сведения за пясъчни бури в пустинята. През 1999 г. въздушни сили на НАТО провеждат обучения на Блендовските пясъци.
В днешно време само северната половина на пустинята се използва за военни цели от 6-а померанска парашутна дивизия. Южната част е със статут на природна забележителност.